# ČSD-Baureihe E 225.0
Die E 225.001, ursprünglich als WIEN 1 bezeichnet, war eine zweiachsige Elektrolokomotive mit Mittelführerstand der ehemaligen Tschechoslowakischen Staatsbahnen (ČSD), die ursprünglich als Probelokomotive für den zweiten Elektrifizierungsversuch der Wiener Dampfstadtbahn gebaut wurde.

## Geschichte
Entstanden war sie auf Grundlage einer Ausschreibung der Wiener Stadtbahn. František Křižík konstruierte den elektrischen Teil, den mechanischen Teil stellte die Lokomotivfabrik der StEG im Jahr 1906 her. Die Lokomotive entstand für ein Stromsystem mit Doppelfahrleitung, 2 × 1,5 kV Gleichspannung gegen Erde und 3 kV zwischen den Fahrdrähten mit zwei diagonal gegeneinander versetzten Stromabnehmern. Den dritten Leiter bildeten die Fahrschienen. Die beiden Motoren der Lokomotive besaßen je zwei Anker.
Im Jahr 1918 wurde die Lokomotive nach Prag zurückgegeben. Im Jahr 1927 wurde sie von Škoda in Plzeň für die elektrische Prager Verbindungslinie mit 1,5 kV Gleichspannung umgebaut. Die ČSD bezeichneten die Lokomotive als E 225.001 und benutzten sie als Rangierlokomotive im Prager Hauptbahnhof. Nach dem Wechsel der Spannung im Jahr 1962 auf 3 kV Gleichstrom versah die Lokomotive im Depot Praha Masarykovo nádraží (später Praha střed) den Verschub mit Strom von einem elektrischen Schweißaggregat mit einer Spannung von 60 Volt. Später wurde sie als Denkmal in diesem Depot ausgestellt. Heute ist die Lokomotive im Besitz des Technischen Nationalmuseums in Prag (NTM).

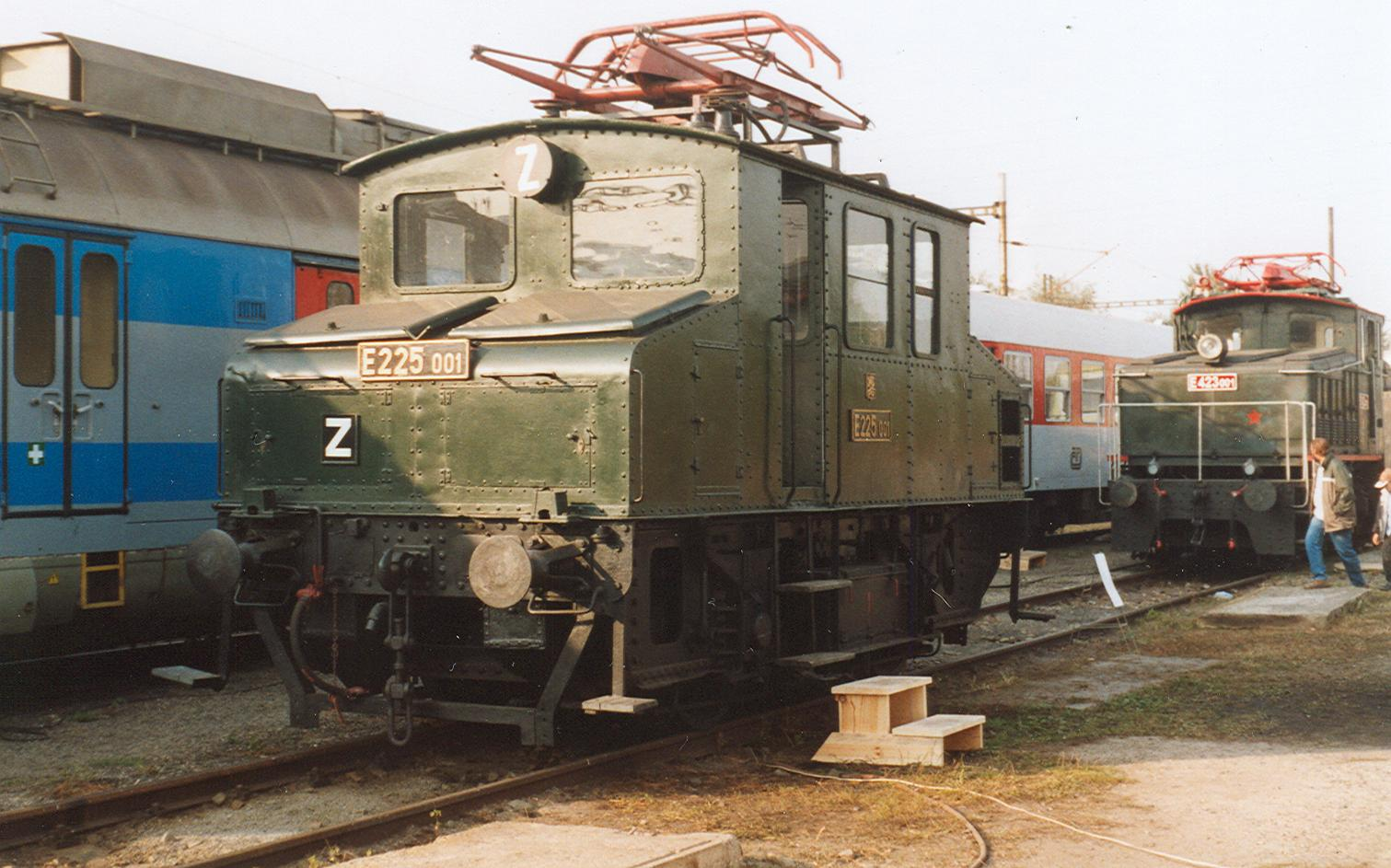
Auf einer Ausstellung in Ústí nad Labem, 2003
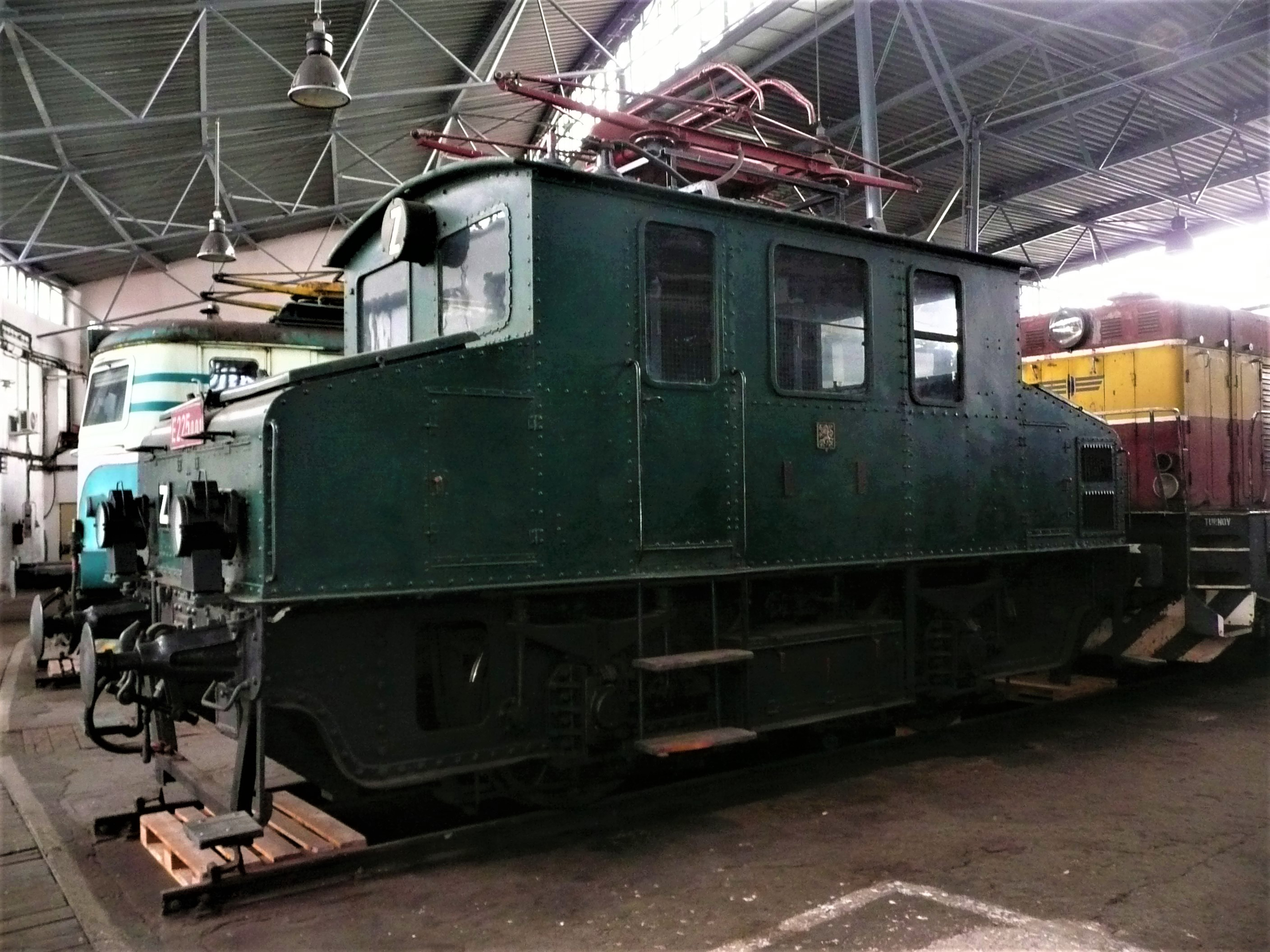
Im NTM-Depot Chomutov, 2018